# Cymbidiella
Cymbidiella, viết tắt là Cymla trong ngành mua bán cây cảnh, là một chi 3 của lan bản địa rừng ẩm Madagascar.

## Hình ảnh

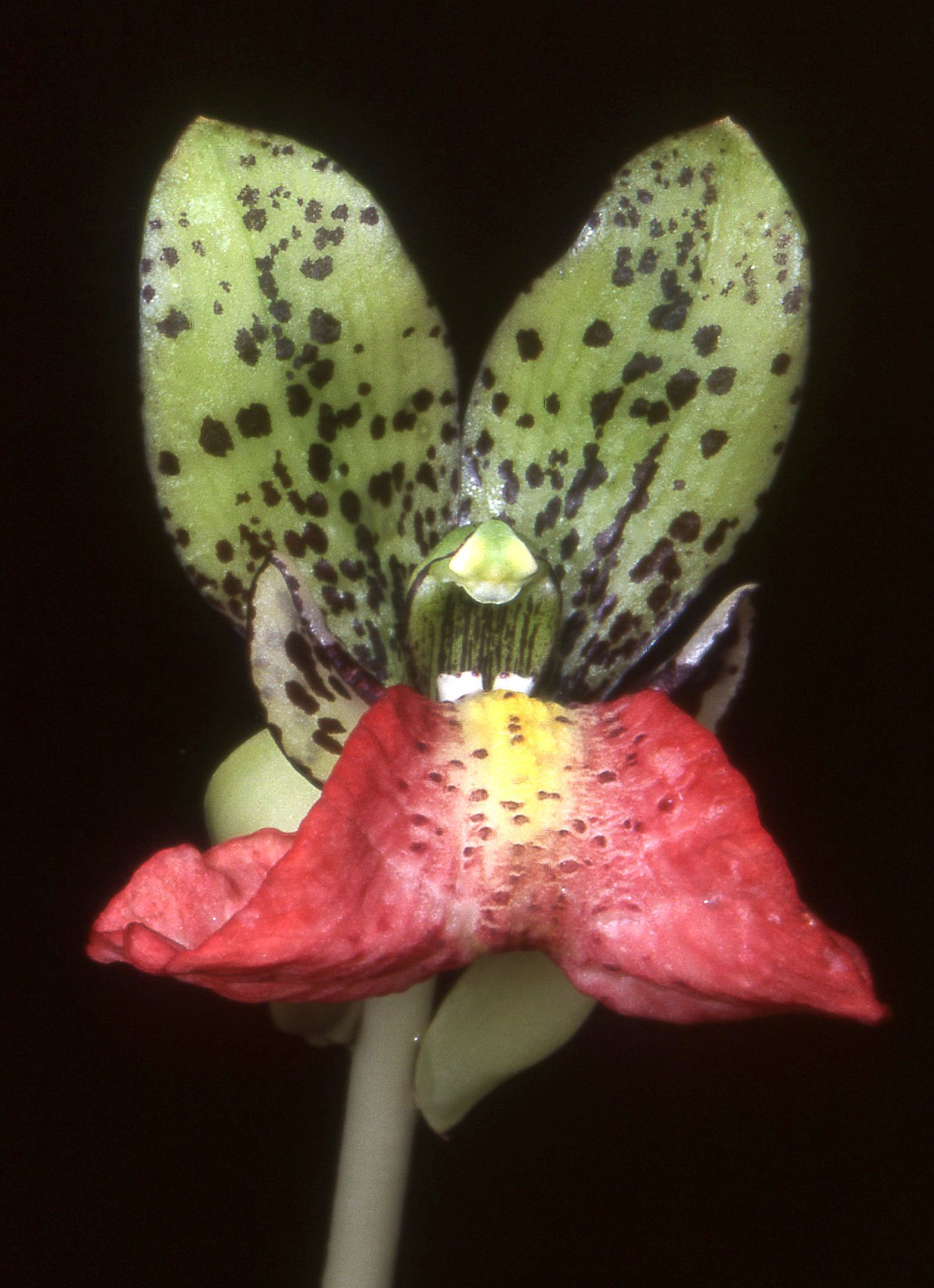

## Các loài
- Cymbidiella flabellata
- Cymbidiella humblotii
- Cymbidiella rhodochila